# Gert-Jan van Doorn
Gert-Jan van Doorn   (23 de novembre de 1964), conegut també com a Gert van Doorn, és un antic pilot de motocròs neerlandès que destacà en competició internacional durant les dècades del 1980 i 1990, etapa durant la qual fou dues vegades tercer al Campionat del Món de motocròs. Van Doorn va aconseguir 6 victòries en Grans Premis, 7 Campionats dels Països Baixos i 6 d'Alemanya. El 1998 li fou concedida la Copa Hans de Beaufort.

## Palmarès
Font:
| Any          | Motocicleta  | C. del Món | C. del Món | C. P. Baixos | C. Alemanya      |
| Any          | Motocicleta  | 500cc      | 250cc      | C. P. Baixos | C. Alemanya      |
| ------------ | ------------ | ---------- | ---------- | ------------ | ---------------- |
| 1982         | Suzuki       | -          | -          | 1r 125cc     |                  |
| 1983         | Suzuki       | -          | 20è        |              |                  |
| 1984         | Suzuki       | -          | 6è         | 1r 250cc     |                  |
| 1985         | Honda        | -          | 3r         | 1r 250cc     |                  |
| 1986         | Honda        | -          | 3r         | 1r 250cc     |                  |
| 1987         | Cagiva       | -          | 24è        |              |                  |
| 1988         | Cagiva       | -          | 4t         | 1r 250cc     |                  |
| 1989         | Cagiva       | -          | 4t         | 1r 250cc     |                  |
| 1990         | KTM          | -          | 14è        |              |                  |
| 1991         | Honda        | -          | 15è        | 1r 250cc     |                  |
| 1992         | Kawasaki     | -          | 21è        |              |                  |
| 1993         | Honda        | -          | 18è        |              | 1r 250cc         |
| 1994         | Honda        | 4t         | -          |              |                  |
| 1995         | Honda        | 6è         | -          |              |                  |
| 1996         | Honda        | 6è         | -          |              | 1r 500cc         |
| 1997         | Honda        | 7è         | -          |              | 1r 500cc / Inter |
| 1998         | Honda        | 6è         | -          |              | 1r 500cc / Inter |
| 1999         | Vertemati    | 23è        | -          |              |                  |
| 2000         | VOR          | 8è         | -          |              |                  |
| Total títols | Total títols | 0          | 0          | 7            | 6                |